# (4566) Chaokuangpiu
(4566) Chaokuangpiu est un astéroïde de la ceinture principale.

## Description
(4566) Chaokuangpiu est un astéroïde de la ceinture principale. Il fut découvert le 27 novembre 1981 à Nanking par l'observatoire de la Montagne Pourpre. Il présente une orbite caractérisée par un demi-grand axe de 2,83 UA, une excentricité de 0,21 et une inclinaison de 10,8° par rapport à l'écliptique.

## Compléments